# 1825 en littérature
| Années de la littérature : 1822 - 1823 - 1824 - 1825 - 1826 - 1827 - 1828    |
| Décennies de la littérature : 1790 - 1800 - 1810 - 1820 - 1830 - 1840 - 1850 |

Cet article présente les faits marquants de l'année 1825 en littérature.

## Événements
- 14 avril : Honoré de Balzac s’associe avec Urbain Canel et Augustin Delongchamps pour acheter une imprimerie où ils vont publier les œuvres pour publier les grandes œuvres classiques[1].
- 28 juin, Heiligenstadt[2] : le poète juif allemand Heinrich Heine se convertit au luthéranisme « pour accéder à la civilisation européenne.»

## Presse
- 1er janvier : fondation du Télégraphe de Moscou[3] et de l’Abeille du Nord (porte-parole du régime tsariste).
- 1er juin : Olinde Rodrigues et  Prosper Enfantin fondent Le Producteur, journal saint-simonien.

## Parutions

### Essais
- Josef Jungmann, Historie literatury české : aneb saustawný přehled, spisů českých s krátkau historij národu, oswicenj a gazyka, Prag, Pjsmem Antonina Straširypky, 1825 (présentation en ligne) (« Histoire de la littérature tchèque »).

- Honoré de Balzac au nom d'Horace Raisson : Le Code des gens honnêtes ou l’art de ne pas être dupe des fripons.
- Comte Marie-Gabriel-Florent-Auguste de Choiseul-Gouffier (1752-1817), préface de Jean-Baptiste Lesbroussart : Voyage pittoresque de la Grèce (tome 2), éd. Aug. Wahlen, Bruxelles.
- Félicité Robert de Lamennais : De la religion considérée dans ses rapports avec l’ordre politique.
- Saint-Simon : Nouveau christianisme.
- Augustin Thierry : L'Histoire de la conquête de l'Angleterre par les Normands dans lequel il développe une explication raciale des grands mouvements de l'histoire qui anticipe la théorie du « choc des civilisations ».
- Abel-Francois Villemain : Lascaris, ou les Grecs du quinzième siècle.
- Georges Touchard-Lafosse : Précis de l'histoire de Napoléon, du consulat et de l'empire.

### Poésie
1. Anton Delvig : Les femmes au bain.
2. Marceline Desbordes-Valmore : Elégies et Poésies nouvelles.
3. Ivan Kozlov : Le Moine.
4. Alphonse de Lamartine : Dernier Chant du pèlerinage d’Harold.
5. Ryleïev : Voïnarovski
6. Albert Brondex et Didier Mory : Chan Heurlin ou les fiançailles de Fanchon
7. Jasmin : Lo Charibari.

### Romans
1. Honoré de Balzac (sous le pseudonyme de Horace de Saint-Aubin) : Jane la pâle.
2. Almeida Garrett (portugais) : Camões. Roman marquant le début du romantisme au Portugal.
3. Alessandro Manzoni : Les Fiancés.
4. Prosper Mérimée : Le Théâtre de Clara Gazul.
5. Walter Scott (écossais) : Le Talisman. Les Fiancés
6. Mihály Vörösmarty (hongrois) : La Fuite de Zalán. Épopée romantique.

## Principales naissances
- 4 février : Jules Girard (helléniste) (mort le 30 mars 1902)
- 16 mars : Auguste Poulet-Malassis, éditeur et bibliographe
- 14 juin : Émile Montégut (1895), essayiste et critique.

## Principaux décès
- 16 septembre : Franciszek Karpinski, poète polonais (° 4 octobre 1741).